# 解決計画 (西サハラ)
解決計画（かいけつけいかく、英:The Settlement Plan）は、ポリサリオ戦線とモロッコの間で取り交わされた、西サハラの人々による民族自決の選択を含む住民投票の、実施組織に関する合意である。住民投票では、完全な独立か、モロッコ王国への統合かを選択する。この結果、停戦になり現在も続いている。また、停戦の監視と住民投票を組織する、国際連合西サハラ住民投票ミッション(MINURSO)の平和維持軍も設立された。
この合意はアフリカ統一機構(OAU)から、以前に出されていた和平提案を基礎として、この時は国際連合によって組織された。もともとは1980年代後半に紹介され、解決計画自体は1991年に署名されている。住民投票は1992年に実行される予定だったが、誰が投票する権利があるかをめぐって両者が納得せず、実施されなかった。1997年にも住民投票の1998年実施への道のりを作るために、ヒューストン合意 (Houston Agreement) 作成が試みられた。
他の解決方法の模索も行われ、国連特使 (special envoy) のジェームス・ベーカーが、2001年に第1次ベイカー計画 (Baker Plan) が策定された。モロッコは計画を受け入れたが、アルジェリアとポリサリオ戦線は拒絶した。2003年の第2次ベイカー計画では、反対にモロッコが拒絶し、アルジェリアとポリサリオ戦線、そして国際連合安全保障理事会が受け入れた。ベーカーは2004年6月に国連特使を退いている。